# Fabula (Zeitschrift)
Fabula (von lateinisch fabula ‚Geschichte‘) ist eine mehrsprachige Fachzeitschrift, die Beiträge, Tagungsberichte und Rezensionen auf Deutsch, Englisch und Französisch veröffentlicht. Sie ist das führende Organ der internationalen vergleichenden Erzählforschung und hat ihren Schwerpunkt auf europäischem Erzählgut (wie Märchen, Sagen und Fabeln) und dem europäischen Einflussbereich in Übersee. Der Untertitel lautet: Zeitschrift für Erzählforschung. Journal of Folktale Studies. Revue d’Etudes sur le Conte Populaire.
Die Zeitschrift Fabula erscheint seit 1957 halbjährlich im Verlag Walter de Gruyter in Berlin und ist auch als (z. T. kostenpflichtige) Online-Ausgabe erhältlich. Sie wurde von Kurt Ranke begründet und wird derzeit herausgegeben von Brigitte Bönisch-Brednich, Simone Stiefbold und Harm-Peer Zimmermann.
Fabula ist ein Organ der International Society for Folk Narrative Research (ISFNR).
1959–1970 erschien die Unterreihe Supplement-Serie A, Texte.
Enge Verbindungen bestehen zur Enzyklopädie des Märchens.